# Rachel Mwanza

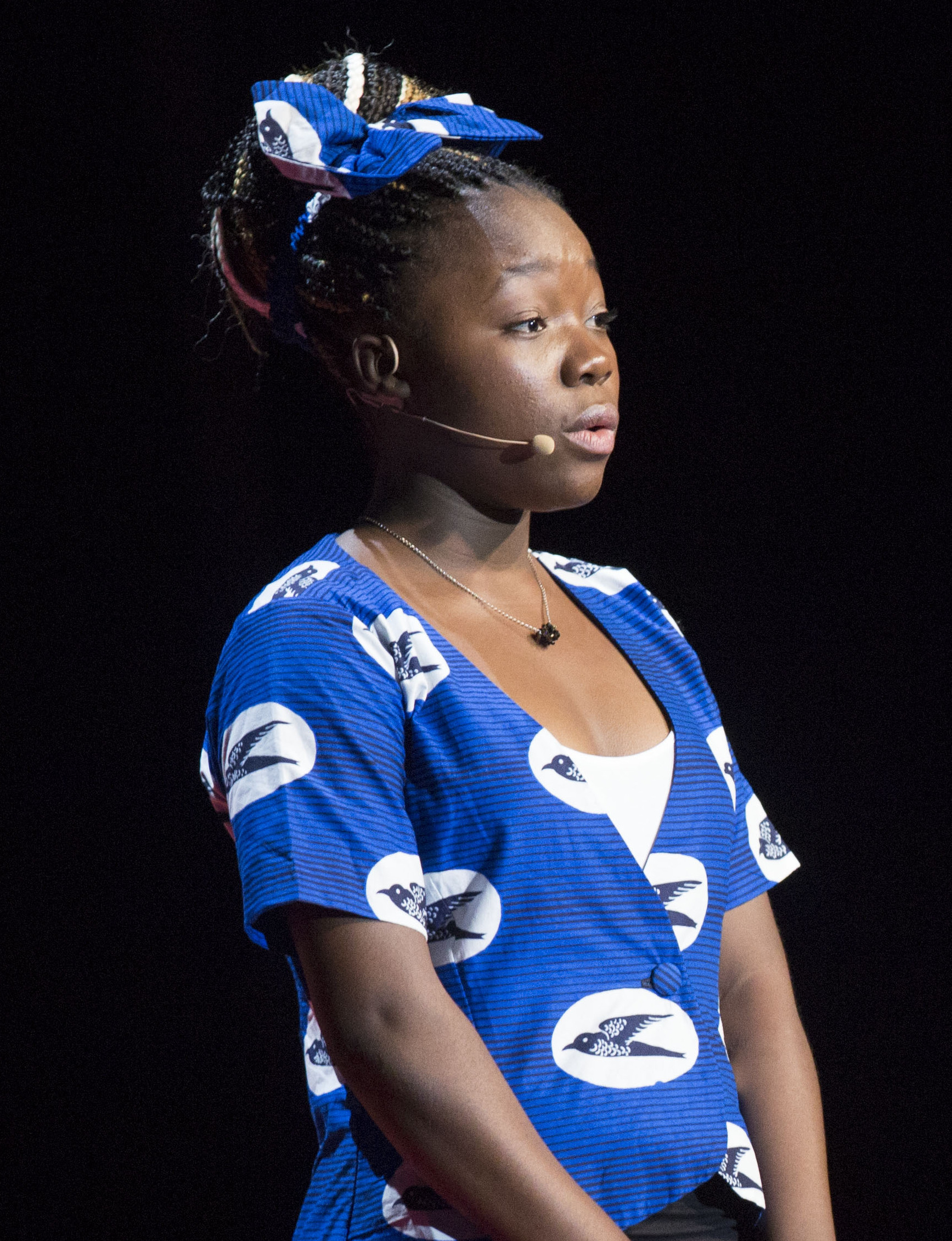
Rachel Mwanza (2014)

Rachel Mwanza (* um 1997) ist eine Schauspielerin aus der Demokratischen Republik Kongo. Bekanntheit erlangte die Laiendarstellerin durch ihre erste Filmrolle in dem kanadischen Spielfilm Die Rebellin (2012).

## Biografie
Rachel Mwanza wuchs eigenen Angaben zufolge unter schwierigen Bedingungen mit fünf Geschwistern auf. Ihre Eltern trennten sich und verließen die Familie. Daraufhin wurden die verwahrlosten Kinder von der Großmutter aufgenommen, die arbeitslos war und ihren Lebensunterhalt mit dem Verkauf von Kleinigkeiten bestritt. Die Großmutter konnte ihre gesamten Enkelkinder nicht ernähren, weshalb sie die größeren Kinder, darunter Mwanza, verstieß. Daraufhin verkaufte das Mädchen Nüsse auf der Straße. Mwanza kam später in ein Waisenhaus – wo sie auf ähnlich schwierige Verhältnisse traf – und lebte bei einer Freundin, der sie im Haushalt half.
Mwanza wurde durch einen Agenten entdeckt, der Straßenkinder aus Kinshasa für die Besetzung des kanadischen Films Die Rebellin suchte, der zweiten Langspielfilm-Produktion in den letzten zwanzig Jahren im Kongo. Regisseur Kim Nguyen gab an, dass er zehn Jahre an dem Drehbuch gearbeitet habe, das eine Kindersoldatin aus Afrika in den Mittelpunkt stellt. Obwohl Mwanza nicht lesen konnte und keine Schule besucht hatte, gelangte sie an die weibliche Hauptrolle der Komona, die sie im Alter zwischen zwölf und 14 Jahren porträtierte. Als Lohn erhielt sie 500 Euro sowie Geld für den Besuch einer Schule. Das Geld wurde jedoch von Mwanzas Großmutter veruntreut, was erst auffiel, als das Filmteam zum Nachdreh nach Afrika zurückkehrte. Daraufhin wurde dafür gesorgt, dass Mwanza eine Schule besuchen und Lesen lernen konnte. Das Filmteam sollte sie später als ihre eigentliche Familie bezeichnen.
Die Rebellin wurde 2012 im Rahmen des Wettbewerbs der 62. Filmfestspiele von Berlin uraufgeführt, wo Mwanza mit dem Silbernen Bären als beste Darstellerin des Filmfestivals ausgezeichnet wurde. Dabei hatte die Wettbewerbsjury um den britischen Regisseur Mike Leigh der 15-Jährigen den Vorzug vor so bekannten Schauspielerinnen wie der Deutschen Nina Hoss (Barbara), der Österreicherin Birgit Minichmayr (Gnade) oder der Französin Léa Seydoux (Leb wohl, meine Königin! und Winterdieb) gegeben. Mwanza ist die erste afrikanische Schauspielerin, die in Berlin triumphieren konnte. Ende April 2012 wurde ihr auch der Darstellerpreis des New Yorker Tribeca Film Festival zugesprochen, während Die Rebellin mit dem Hauptpreis für den besten Film ausgezeichnet wurde. Laut Jurybegründung „lebe“ Mwanza ihre Rolle vollends aus, es gäbe „keine Grenzen zu ihrer atemberaubenden Leistung, keine Distanz zwischen der Schauspielerin und der unvergesslichen Figur Komona“.
Rachel Mwanza lebt in Kinshasa und spricht Lingála.

## Filmografie
- 2012: Die Rebellin (Rebelle / War Witch)
- 2012: Kinshasa Kids
- 2018: Troisièmes noces

## Nominierungen und Auszeichnungen
- 2012: Darstellerpreis der Internationalen Filmfestspiele Berlin für Die Rebellin
- 2012: Darstellerpreis des Tribeca Film Festival für Die Rebellin
- 2013: Prix Jutra als Beste Hauptdarstellerin für Die Rebellin
- 2014: Nominiert als Beste Hauptdarstellerin bei den Chlotrudis Awards für Die Rebellin